# Noelia Bail García
Noelia Bail García (Viladecans, Cataluña, 1978), más conocida como Noe Bail, es una política española, líder de Podemos Cataluña durante los años 2018 y 2019.

## Biografía
Licenciada en Derecho y Ciencias Políticas por la Universidad Pompeu Fabra y máster en Políticas de Igualdad de Género, ocupó la Secretaría de Feminismo y Coordinación Interna de Podemos cuando Albano Dante Fachín era secretario general.
Desde el 11 de abril de 2018 es miembro del Consejo Ciudadano de Podemos Cataluña, órgano de dirección del partido.
El 24 de septiembre de 2018 fue elegida nueva secretaria general de Podemos Cataluña, después de que Xavier Domènech renunciara a todos sus cargos.
Cuando Albano Dante Fachín, Àngels Martínez i Marta Sibina crearon Som alternativa, le propusieron unirse, pero ella optó por quedarse en Podemos.
Crítica con Pablo Iglesias, Bail se opuso a que Xavier Domènech optara a dirigir Podemos en abril de 2018, cuando ya era líder de Catalunya en Comú. Además reivindica que Podemos se sustente en base al territorio y prefiere una coalición.